# 요로시마섬

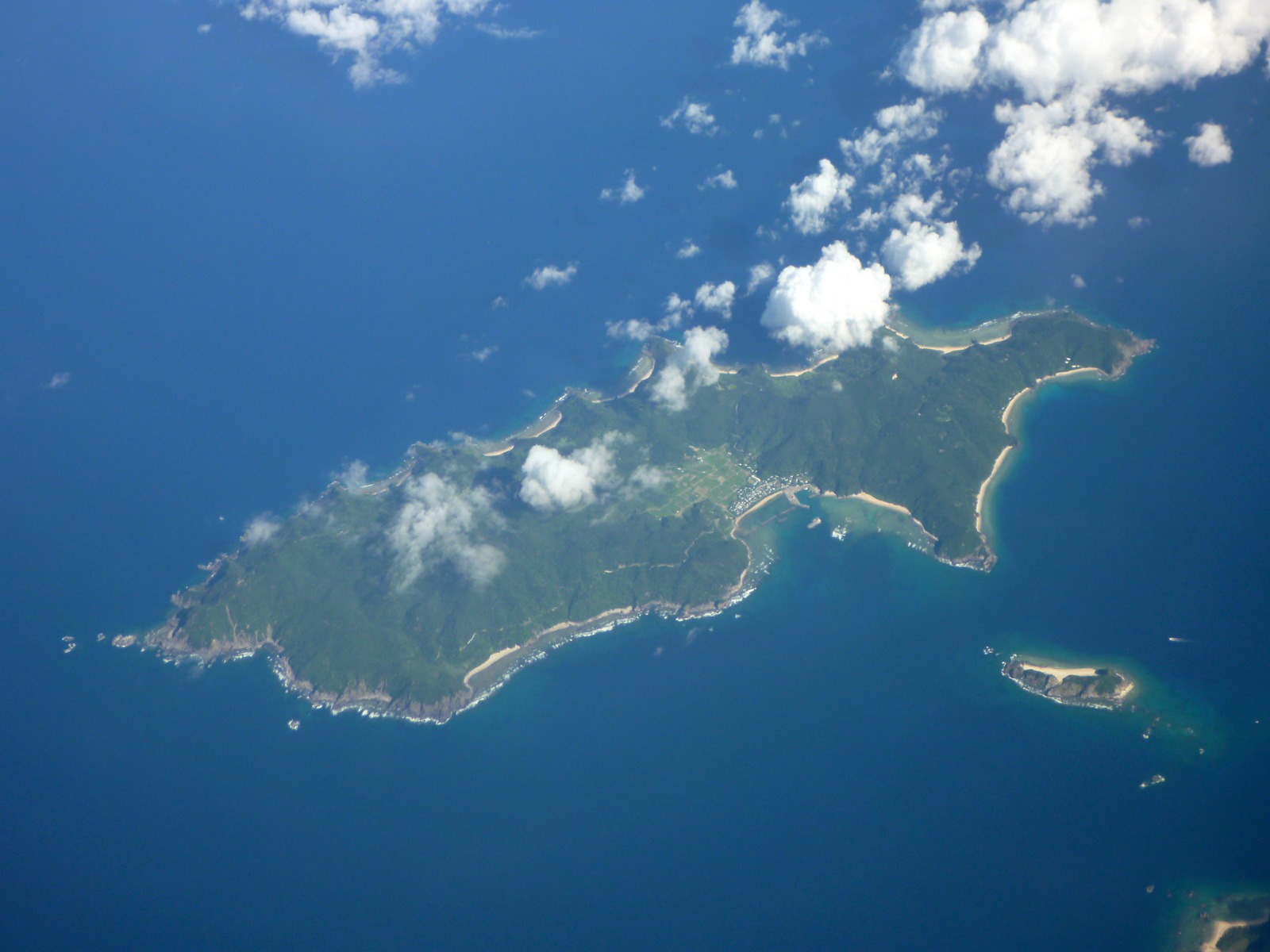

요로시마섬(일본어: 与路島)은 일본 규슈 가고시마현 아마미 제도에 속하는 섬이다.

## 위치
요로시마 섬은 가케로마섬의 남서쪽에 위치해 있다. 면적은 9.35km2로 아마미 제도의 유인도 중에서는 가장 면적이 작다. 이 섬에는 야자나무 등의 열대 식물이 많이 있어 코코넛, 파인애플, 멜론 등의 열대 과일들을 많이 생산한다. 대부분 아열대 숲으로 이루어져 있다.